# Tourbes

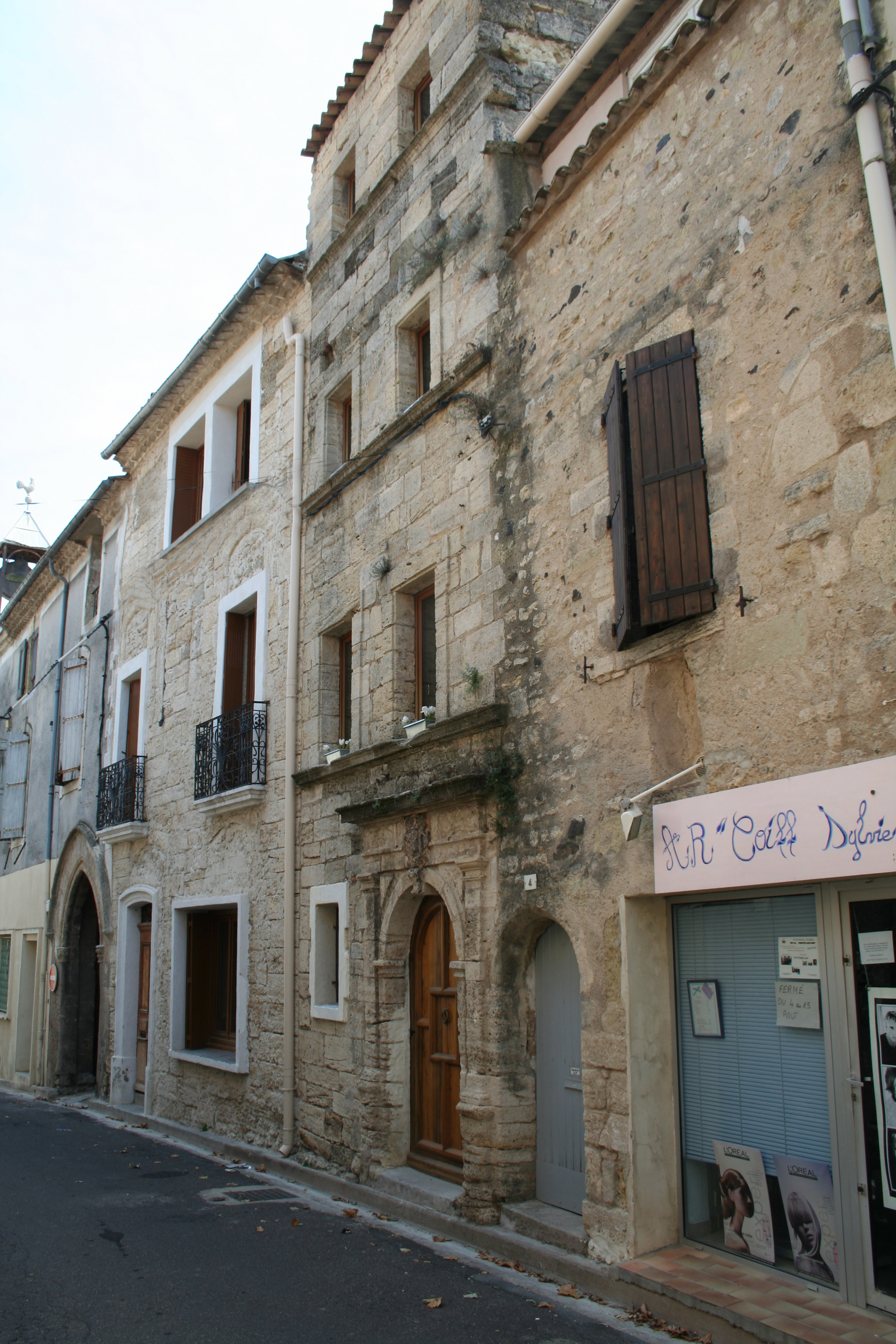
Starówka w Tourbes, 2007

Tourbes – miejscowość i gmina we Francji, w regionie Oksytania, w departamencie Hérault.
Według danych na rok 1990 gminę zamieszkiwały 1022 osoby, a gęstość zaludnienia wynosiła 64 osoby/km² (wśród 1545 gmin Langwedocji-Roussillon Tourbes plasuje się na 332. miejscu pod względem liczby ludności, natomiast pod względem powierzchni na miejscu 498.).

## Populacja

Populacja Tourbes w latach 1962-2008